# Rue Mollien
La rue Mollien est une voie du 8e arrondissement de Paris.

## Situation et accès
Elle commence au 24, rue Treilhard et se termine aux 31-33, rue de Lisbonne.

## Origine du nom

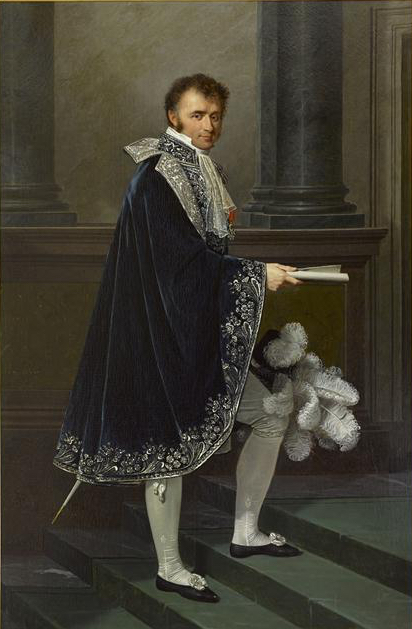
Nicolas François Mollien.

Elle porte le nom du comte Nicolas François Mollien (1758-1850), ministre du Trésor public de Napoléon Ier et fondateur de la Cour des comptes. 

## Historique
Cette voie ouverte par la Ville de Paris en 1864 et prend sa dénomination actuelle par un décret du 2 mars 1867.

## Bâtiments remarquables et lieux de mémoire
- Nos 2-4 : marché de l'Europe (voir « Rue Treilhard »).

## Sources
- Félix de Rochegude, Promenades dans toutes les rues de Paris. VIIIe arrondissement, Paris, Hachette, 1910.